# Park Ji-hyun
Park Ji-hyun (coreà: 박지현)  (Wonju, 29 de març de 1996) és una activista política sud-coreara i antiga copresidenta del Partit Democràtic de Corea (DPK), el principal partit de l'oposició. El 2019, va ajudar a exposar una de les xarxes de delinqüència sexual en línia més grans de Corea del Sud, anomenada The Nth Room. El març de 2022, va ser nomenada copresidenta interina del Partit Demòcrata als 26 anys i va dimitir al juny. Park va ser nomenada a la llista TIME100 Next, la llista de líders emergents de la revista TIME, així com a les llistes de 2022 BBC 100 Women i Bloomberg 50, en reconeixement del seu treball en la lluita contra els crims sexuals digital i la lluita per la igualtat de gènere en la política.

## Equip Flame
El 2018, Park estava estudiant periodisme a la Universitat de Hallym i treballava com a periodista estudiantil, quan van tenir lloc les protestes de #MeToo al centre de Seül, exigint que el govern fes més per combatre el rodatge il·legal de dones i nenes. Inspirades per les protestes, ella i el seu company de classe Won Eun-ji van planejar presentar un article per al concurs anual de periodisme estudiantil de la Comissió de l'Agència de Notícies de Corea. Inicialment tenien previst escriure sobre l'"epidèmia de càmeres espia" a Corea del Sud, on els homes filmen en secret dones i nenes sense el seu consentiment.
El juliol del 2019, Park i Won van començar a infiltrar-se a la Nth Room, un famós anell d'abús sexual a Telegram, sota el nom de "Team Flame". Treballant amb la policia, la seva investigació va conduir a la detenció i la condemna eventual dels dos caps, que van descobrir que havien estat xantatge i coaccionant dones i nenes de fins a dotze anys perquè portessin a terme actes degradants i després venien les seves imatges i vídeos il·legalment.
El seu primer article va cridar l'atenció de dos periodistes de The Hankyoreh, que després van col·laborar amb Park i Won per publicar un informe de diari en profunditat el novembre de 2019, alhora que protegien les seves identitats. Els caps de la Nth Room van intentar represàlies, i dos programes d'actualitat de la televisió van acabar recollint la història; mentrestant, les dones es van mobilitzar a Twitter per exposar i donar a conèixer més els seus crims. Quan van sortir a la llum els detalls del cas de la Nth Room, més de cinc milions de persones van signar peticions nacionals demanant càstigs més durs i revelació de la identitat dels autors. A finals de 2020, 3.757 persones havien estat detingudes en relació amb el cas.
Durant anys, Park només era conegut amb el pseudònim "Flame" i va ser entrevistada al documental de Netflix Cyber Hell amagada en ombres. També va escriure i va publicar unes memòries anònimes sobre exposar els criminals darrere de la Nth Room.

## Política de partit
Park va conèixer a Lee Jae-myung quan era governador de la província de Gyeonggi a través del seu treball de defensa. El governador Lee va assistir a l'acte de presentació del juny de 2020 del centre de suport de Gyeonggi-do per a víctimes de delictes sexuals digitals.
La seva identitat es va revelar a principis del 2022, quan va acceptar ajudar a fer campanya pel Partit Demòcrata abans de les eleccions nacionals. Lee, que estava fent campanya per a la presidència, va assegurar a Park que reprimiria els delictes sexuals en línia i lluitaria contra la discriminació contra les dones al lloc de treball. El gener de 2022, Park va ser nomenada vicepresidenta del comitè d'assumptes de la dona del DPK. Com a assessora especial de la campanya de Lee, també va ajudar a mobilitzar el vot juvenil. El 9 de març de 2022, Lee va perdre per poc davant Yoon Suk-yeol del conservador People Power Party, amb aproximadament el 58 per cent de les dones d'entre vint anys votant per Lee.
El 13 de març de 2022, Park va ser nomenada copresidenta interina del comitè d'emergència del DPK als 26 anys, després que els anteriors líders del partit dimitissin arran de la seva derrota electoral. En els dies posteriors a les eleccions presidencials de març, 11.000 nous membres es van unir al Partit Demòcrata només a Seül, el 80% dels quals eren dones. S'esperava que la visibilitat de Park com a copresidenta ajudés el DPK a consolidar el seu lideratge entre les joves votants, però el partit va patir resultats desastrosos a les eleccions locals del juny, perdent la seva majoria a les principals oficines locals. El DPK només havia aconseguit cinc dels 17 escons de governador provincial i alcalde metropolità, en comparació amb els 14 que ocupava anteriorment, mentre que el conservador Partit del Poder Popular va guanyar un decisiu 12 de 17 càrrecs.
Park va dimitir ràpidament, juntament amb altres líders del partit, culpant de la resistència del partit a les reformes. Al seu torn, els seus crítics van culpar a Park per la seva inexperiència i per exposar les baralles internes dins del DPK, i haver-se distret per qüestions relacionades amb l'assetjament sexual, en lloc de centrar-se en les eleccions locals. També havia comès errors d'alt perfil que havien estat vergonyosos per al partit, com quan va confondre la batalla de Yeongpyeong del 2002 amb l'enfonsament del ROKS Cheonan el 2010, i va haver de demanar disculpes públicament.
Durant el seu breu mandat com a copresidenta del partit, Park va expulsar la representant Park Wan-joo del partit per mala conducta sexual i va presentar una queixa formal contra la representant Choe Kang-wook al comitè d'ètica del partit, per un comentari que suposadament va fer durant una reunió en línia. The Korea Times va assenyalar: "També va ser una de les rares figures de lideratge del partit que es va pronunciar contra qüestions que molts van intentar ignorar, com ara els delictes sexuals comesos per homes al poder, la política immobiliària fallida del DPK i les veus radicals que també han exercit molta influència sobre el partit".
El juliol de 2022, el DPK va rebutjar la sol·licitud de Park d'una exempció de la norma que exigeix que els candidats a la direcció del partit hagin estat membres durant almenys sis mesos, la qual cosa li va impedir presentar-se com a presidenta del partit a la convenció nacional del 28 d'agost. Park s'havia unit formalment com a membre del partit el 14 de febrer de 2022.

## Vida personal
Park Ji-hyun és originària de Wonju a la província de Gangwon, Corea del Sud.